# Nectarívoro

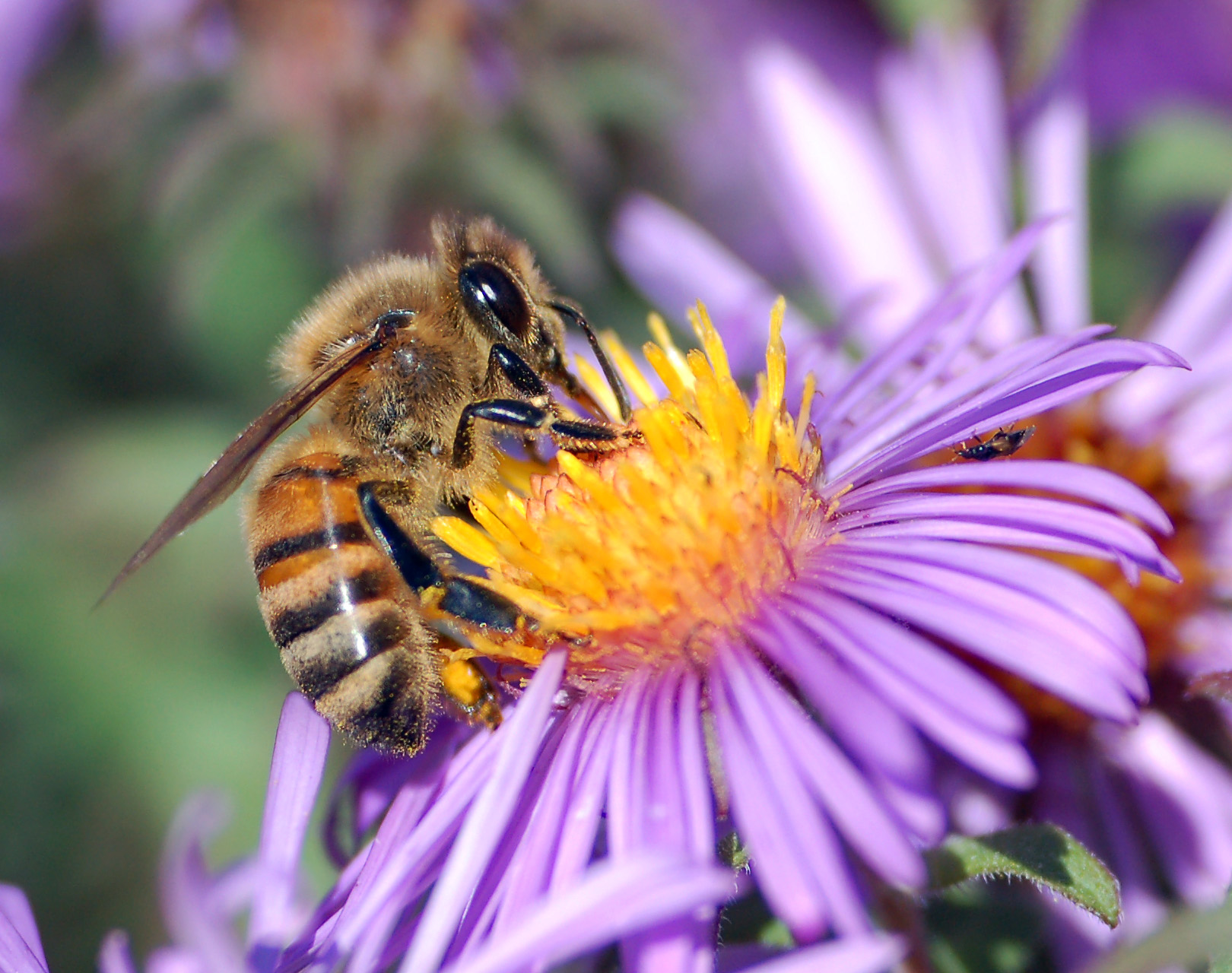
Abeja alimentándose del néctar de una flor.

Se denomina nectarívoro o nectívoro a cualquier animal que se alimenta del néctar de las flores. Aunque la mayor parte de los nectarívoros son aves e insectos, también lo son algunos murciélagos y reptiles. Este comportamiento es menos exclusivista que otros tipos de alimentación muy especializada (-voros o -fagos), y muchas especies son también insectívoras o se alimentan de polen, además de néctar. Los nectarívoros son  polinizadores importantes.